# T.A.T.u.
t.A.T.u. (em russo:  Тату, transl. Tatu) foi uma dupla musical russa composta por Yulia Volkova e Lena Katina. As cantoras faziam parte do grupo musical infantil Neposedy antes de serem gerenciadas pelo produtor e diretor de TV Ivan Shapolov, e assinarem contrato com a gravadora russa Neformat. O álbum de estreia de t.A.T.u., 200 km/h in the Wrong Lane (2001), foi um sucesso comercial na Leste Europeu, e isso fez a dupla assinar com a Interscope Records, para lançar sua versão em inglês, 200 km/h in the Wrong Lane (2002). O álbum recebeu certificado de platina da IFPI, pela venda de um milhão de cópias na Europa, e se tornou o primeiro álbum de um grupo estrangeiro a alcançar a posição de número um no Japão. O álbum também recebeu certificado ouro nos Estados Unidos, e incluiu os sucessos internacionais "All the Things She Said" e "Not Gonna Get Us". A dupla representou a Rússia no Eurovision Song Contest 2003, com a canção "Ne Ver', Ne Boysia", terminando em terceiro lugar.
A dupla t.A.T.u. lançou os álbuns Dangerous and Moving e Lyudi Invalidy em 2005, alcançando moderado sucesso, após se separar de Shapovalov. O primeiro foi promovido com o hit internacional "All About Us". A dupla se aventurou em outros projetos, como a criação de sua própria produtora, T.A. Music, e a divulgação do filme inspirado em sua história, You and I (2008). Seu último par de álbuns, Vesyolye Ulybki e Waste Management, foi lançado em 2008 e 2009, respectivamente. t.A.T.u. oficialmente se separou em 2011, com Katina e Volkova seguindo carreiras solo. Nos anos seguintes, Lena e Julia se reuniram algumas vezes para se apresentar em ocasiões especiais, como na cerimônia de abertura dos Jogos Olímpicos de Inverno de 2014, realizados em Sóchi, na Rússia.

## História

### 1999–2000: Formação do grupo

Logo da banda t.A.T.u.

Antes da produção de t.A.T.u começar, Lena Katina e Julia Volkova faziam parte de um grupo chamado Neposedy, juntamente com Sergey Lazarev e Vlad Topalov. Lena também fez parte de outra banda, Avenue, entre 1994 e 1997. A mídia russa alegou que a expulsão de Julia e Lena do grupo foram consequências de suas ações que iam de mal-comportamento a bullying, além do uso de cigarro e bebida.
Em 1999, o t.A.T.u. surgiu, criado pelos empresários Ivan Shapovalov e Alexander Voitinskiy. Com sua ideia em mente, Ivan e Alexander organizaram uma série de audições no início de 1999, em Moscou, a procura de duas jovens cantoras femininas. Aproximadamente 400 garotas se candidataram, sendo que apenas 10 conseguiram avançar para as audições. Dentre elas, as duas futuras membros da banda, Lena Katina e Julia Volkova, já eram conhecidas na mídia e se destacaram das demais, seja por conta das habilidades vocais como também pela sua imagem. Inicialmente, apenas Lena foi escolhida, cantando "It Must Have Been Love", do Roxette. Lena começou a gravar demos mas, após serem finalizadas, Shapovalov insistiu que outra garota fosse incluída no projeto. Dessa forma, Yulia Volkova, à época com 14 anos, assim como Lena, foi selecionada, completando a dupla. 
De acordo com Lena, a inspiração de Shapovalov na criação da dupla veio do lançamento do filme sueco Show Me Love, focado no romance colegial entre duas garotas. Após completarem a dupla, os produtores escolheram o nome Тату (em russo:  Тату, transl. Tatu). Soando como a palavra em inglês "tattoo", o nome é a versão reduzida da frase em russo:  Эта девочка любит ту девочку, transl. Aita devochka lyubit tu devochku, significando "essa ama àquela". Para o lançamento do primeiro álbum em inglês, o nome foi alterado para t.A.T.u, utilizando-se de caixa alta e pontos entre as letras para distinguir-se da já existente banda australiana Tatu.  
Ao longo dos anos seguintes, Lena e Julia gravaram músicas com seus produtores. Voitinskij deixou o projeto, sendo substituído por Elena Kiper, co-produtora e co-compositora no álbum de lançamento da banda. Trevor Horn também foi contatado para escrever a versão em inglês de "Ya Soshla s Uma", que acabou se tornando o primeiro hit mundial do grupo, "All the Things She Said". Trevor ajudou a produzir boa parte do álbum em inglês 200 km/h In The Wrong Lane. Enquanto trabalhava com Shapovalov, a dupla era "controlada" por ele, sendo inclusive reportado sua rigidez quanto ao processo do álbum. 

### 2000–2001:200 Po Vstrechnoi
O primeiro single do grupo foi completado no outono de 2000, intitulado "Ya Soshla S Uma" (posteriomente lançado em inglês sob o título "All the Things She Said"). A música descreve a turbulência sentimental atravessada por uma garota, apaixonada por outra garota mas temerosa quanto a reação negativa da sociedade russa em frente a isso, pedindo perdão a seus pais. Elena Kiper foi a autora da música, explicando que a ideia veio enquanto dormia no escritório de sua dentista e sonhou que beijava outra mulher. Ela acordou dizendo "Ya Soshla S Uma" ("Eu perdi minha cabeça", em português), futuro título da música. Ivan Shapovalov adicionou a segunda frase do refrão, "Mne nuzhna ona" ("Eu preciso dela", em português). 
O primeiro álbum, 200 Po Vstrechnoy, foi lançado em 21 de Maio de 2001. Seu segundo single foi "Nas Ne Dogonyat", lançado unicamente através de seu clipe, assim como o terceiro single, "30 Minut", que seguiu a tendência.A versão em inglês do álbum  foi um grande sucesso no Leste Europeu, vendendo cerca de 2.5 milhões de cópias em todo o globo. Em seu lançamento no Japão, o álbum alcançou o certificado de ouro da RIAJ. A dupla entrou em turnê em 2001, passando por diversos países, entre eles Alemanha, Bulgária, Eslováquia, República Tcheca e Israel.

### 2003–2004: Pausa e Reforma
Em 26 de setembro de 2003, a banda lançou um CD de remixes, intitulado Remixes. Em novembro de 2003, o CD foi lançado na Rússia, com duas novas faixas e vídeos. As novas canções foram "Prostiye Dvizheniya" (que anteriormente foi lançada como single, mas não tinha aparecido em um lançamento comercial antes) e a polêmica "Ne Ver, Ne Boysya" que foi selecionada como a representante russa no  Festival Eurovisão da Canção 2003 que foi realizado na capital da Letônia, Riga. Contra todas as expectativas, o duo ficou em terceiro lugar com 164 pontos, após uma das votações mais emocionantes da história da competição, disputando até o último júri com a eventual vencedora, a turca Sertab Erener e a banda belga Urban Trad. A diferença de pontuação entre Erener e o grupo russo foi de apenas 3 pontos.
Posteriormente, foi lançado o DVD intitulado  "Screaming for More" em novembro de 2003, seguido do lançamento de outro DVD, de nome "Anatomy of t.A.T.u.", o qual mais tarde foi exibido na televisão russa, em 12 de dezembro de 2003. O documentário revela que as meninas não eram lésbicas, narrando a participação do grupo no Eurovision em maio de 2003. Em dezembro do mesmo ano, as garotas quebram legalmente o contrato com Ivan Shapovalov, alegando que a qualidade da música estava baixa e que Shapovalov só queria criar escândalos e polêmicas. Yulia Volkova declarou que ele (Ivan Shapovalov) gastava seu tempo pensando em escândalos ao invés de planejar seu trabalho artístico. "Eu tenho certeza que nossos fãs preferem ouvir novas músicas e álbuns novos ao invés de novos escândalos", segundo a cantora.
Durante os preparativos para o seu segundo álbum internacional, a dupla lançou um reality show para procurar os melhores compositores. Mas o rompimento com seu mentor, Ivan Shapovalov, foi o ponto principal a levar as meninas a um momento fora do holofote. Tempos depois, apoiadas por Sting e outros artistas do mercado internacional, retomaram o projeto do segundo álbum e lançaram "Dangerous and Moving", que teve como carro-chefe a música "All About Us" – amplamente divulgada na América Latina e Europa e a única do álbum a entrar para o ranking da Billboard em 2005.
Após a separação, Yulia mencionou sobre uma ida aos Estados Unidos na primavera de 2004, para gravar o novo álbum com novos produtores. No entanto, ela engravidou e a gravação do novo álbum foi adiada.

### 2005–2006:Lyudi InvalidyeDangerous and Moving

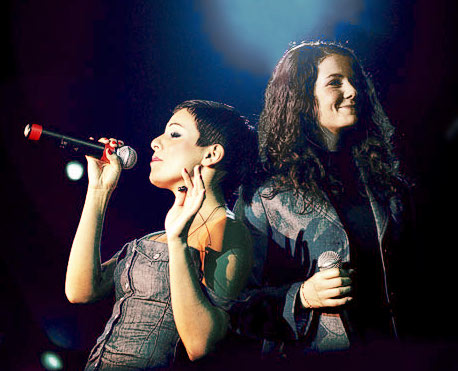
t.A.T.u. em outubro de 2005.

Em 2005, a dupla lançou seu segundo álbum chamado Lyudi invalidy / Dangerous and Moving. Este é menos pop e mais eletrônico que o primeiro. Seu primeiro single "All About Us" (que está presente na versão em inglês em ambos CDs) fez muito sucesso nesse período. Logo após isso, lançaram mais três singles para o CD em inglês e mais dois para o CD russo.
A dupla ainda fez muito sucesso na Rússia e no leste europeu, além de ter conseguido um grande legado de fãs no oriente, sobretudo no Japão, Taiwan e Filipinas.
Shapovalov liderou o t.A.T.u. para o sucesso ao longo da década de 2000, mas depois foi posto para fora pelas meninas em 2004. Assim, deu início da T.A. Música em 2005. Boris Renski seguiu com a produção musical de t.A.T.u. com a T.A. Music de 2005 a 2009.

### 2007–2010:Vesyoyle Ulybki, Happy SmileseWaste Management
Yulia deu luz a seu segundo bebê em 30 de dezembro de 2007. Em 23 de outubro de 2008, lançaram seu terceiro álbum de estúdio, intitulado (Happy Smiles) Vesolye Ulybki. No dia 15 de dezembro de 2009, é relançado na Rússia, o Waste Management agora estando em formato exclusivamente digital com nova capa e com outro nome, acompanhando a versão em inglês do Vesolye Ulybki. Segundo a dupla, as mudanças aconteceram porque elas estavam cansadas das artes da edição russa e digital. Ao mesmo tempo, ocorreu o lançamento do álbum de forma digital para alguns dos principais mercados musicais do mundo: Austrália, Estados Unidos, Japão, França, Alemanha, Reino Unido, Nova Zelândia e México. Em 1 de janeiro de 2010, a versão física do álbum em inglês foi lançada na Rússia e, duas semanas depois, no Brasil, sob o selo da Coqueiro Verde Records. Duas semanas após o lançamento do Waste Management em formato físico no Brasil, foi realizado o lançamento do álbum na Argentina e no Chile e, cinco semanas após, na Colômbia. Nos demais países, como nos Estados Unidos e no Reino Unido, o álbum não teve lançamento físico.

### 2011-2012: Hiato e200km/h in the Wrong Lane: 10th Anniversary Edition
Após quase dez anos de carreira, a dupla decidiu se separar oficialmente. A notícia foi dada em fevereiro de 2011. As cantoras afirmaram que iriam se separar após o lançamento mundial do filme "You and I", no qual elas fizeram participação, e após o lançamento do álbum "Waste Management Remixes", o qual teve seu lançamento confirmado para maio de 2011. Lena e Yulia informaram que a partir dali seguiriam em caminhos separados. Posteriormente, Lena Katina disse em entrevista que: "As pessoas vão lembrar da gente pelas ótimas músicas, pela liberdade e por não termos medo de nada. Tiveram as imagens provocativas de duas meninas se beijando, mas, a segunda coisa, é a ótima música", finalizou. Quando questionada sobre um possível retorno da dupla, a cantora disse: "Talvez em dez anos". Lena continuou com a T.A. Music e o produtor
Em 2 de outubro,a Cherrytree Records/Universal Russia anunciou que eles lançariam uma edição especial do disco “200 km/h in the Wrong Lane”.  A “10th Year Anniversary Gold Edition trará uma nova arte de capa, uma música descartada do álbum de 2002, “A Simple Motion,” um novo remix de “All The Things She Said” do produtor Fernando Garibay, em adição a novas versões remasterizadas do álbum. Em 24 de outubro, Cherrytree Records lançou a track listing oficial do álbum, nele havia uma nota escrita a mão escrita e assinada por Julia e Lena pessoalmente. Lena se apresentou com Julia pela primeira vez em anos em uma performance na versão romena do "The Voice" em 11 de dezembro, além de concederem uma entrevista exclusiva. Em 3 de dezembro, Lena rompeu definitivamente com Boris Renski e a T.A.Music e decidiu seguir uma carreira verdadeiramente independente.

### 2013-2014: Retorno aos palcos,Re-Inventione fim oficial da dupla
Durante uma recente entrevista, Julia Volkova contou que ela e Lena Katina estão conversando sobre o retorno da dupla. Julia disse que muitos fãs estão esperando por isso, e que Lena está apenas esperando a companheira se submeter a uma cirurgia na garganta.[carece de fontes?]
Durante o ano, fizeram algumas apresentações juntas, sob o nome t.A.T.u., não confirmando retorno oficial, dando preferência às carreiras solo. Lena Katina lançou Lift Me Up e fez algumas apresentações solo durante o ano, e Julia se limitou apenas às apresentações marcadas com Lena, devido suas limitações com a voz.
Lena e Yulia voltaram a se apresentar juntas em um show prévio a cerimônia de abertura dos Jogos Olímpicos de Inverno de 2014, em Sóchi, onde performaram Nas ne dogonyat,por ser parte do pré-show a apresentação do duo não foi transmitida pela televisão russa,. Ainda em fevereiro, a dupla se apresentou num festival da Love Radio, onde novamente performaram Nas ne dogonyat e, ainda performaram uma música nova denominada "Love In Every Moment", que seria lançada oficialmente nas rádios russas,no dia 23 de fevereiro. A nova música originou rumores de um possível quarto álbum seria gravado, se chamaria "Re-Invention" e seria lançado em 2014.
Inesperadamente em 18 de fevereiro de 2014, Lena Katina publicou um vídeo polêmico cancelando de forma oficial o retorno do grupo, acusando a ex-companheira de se impor no projeto artístico e também acusando-a de chantagem. Yulia teria ameaçado boicotar os planos de Lena, pois supostamente, Yulia possui contatos em um dos principais canais de televisão russo. Apesar do cancelamento por parte de Lena, o vídeo para Love In Every Moment/Lyubov V Kazhdom Mgnoveriy acabou sendo gravado por questões contratuais.Lena postou um vídeo em seu Facebook explicando as razões que levaram ao cancelamento das apresentações. "Vocês ouviram sobre a turnê promocional na Eslováquia e República Tcheca. Hoje todos os eventos foram cancelados, incluindo os shows em Minsk e Moscou". Em represália Yulia fez os shows programados com outra garota ruiva interpretando Lena. O videoclipe de Love In Every Moment/Lyubov V Kazhdom Mgnoveriy foi uma ação promocional do Cornetto e teve participação de Mike Tompkins e Ligalize, Lena e Yulia gravaram suas partes separadamente. O single não foi lançado sob o nome t.A.T.u., mas sob os nomes solo das artistas.

### 2022: Lena Katina anuncia volta da t.A.T.u.
A dupla russa t.A.T.u. prometeu, mas sem sucesso, o retorno aos palcos em 2022, e quem deu a notícia para os fãs foi uma das vocalistas, Lena Katina.
“A homenagem oficial para a t.A.t.u. na primavera de 2022! Por favor, comente e nomeie os artistas / DJs que você gostaria de ouvir conosco no palco. A sua opinião é importante para nós!", disse Lena Katina no Instagram, adicionando a hashtag #tatucomeback.

## Discografia
Álbuns de estúdio
- 200 Po Vstrechnoy (2001)
- 200 km/h in the Wrong Lane (2002)
- Dangerous and Moving (2005)
- Lyudi Invalidy (2005)
- Vesyolye Ulybki (2008)
- Waste Management (2009)

### DVDs
| Ano  | Título                                                                             |
| ---- | ---------------------------------------------------------------------------------- |
| 2002 | t.A.T.u: The Video Collection - Lançamento: 2002 - Compilação em DVD               |
| 2004 | Podnebesnaya - Lançamento: 2004 - Documentário para TV                             |
| 2003 | Screaming for More - Lançamento: 24 de Novembro de 2003 - Compilação em DVD        |
| 2004 | Anatomy of t.A.T.u. - Lançamento: 2004 (Limitado) - Documentário                   |
| 2006 | t.A.T.u. Expedition - Lançamento: 2006 - Documentário                              |
| 2007 | Truth: Live in St. Petersburg - Lançamento: 12 de Setembro de 2007 - DVD - Ao vivo |

### Turnês
- 200 Po Vstrechnoy Tour (2001–2002)
- Show Me Love Tour (2003)
- Dangerous and Moving Tour (2005–2007)